# Svetovni pokal v alpskem smučanju 2022
Svetovni pokal v alpskem smučanju 2022/23 je 56. sezona svetovnega pokala v alpskem smučanju. Začela se je 23. oktobra 2021 v Söldnu, končala pa 20. marca 2022 na finalu sezone v Méribelju. Veliki kristalni globus za zmago v skupnem seštevku svetovnega pokala sta osvojila Marco Odermatt med moškimi in Mikaela Shiffrin med ženskami.

## Moški

### Koledar tekem
| Št.sk.                                       | Št.sz. | Datum             | Prizorišče             | Smučišče (%)                                                      | Št.                                                               | Zmagovalec                                                        | Drugi                                                             | Tretji                                                            | Vir                                                             |                                                                 |
| -------------------------------------------- | ------ | ----------------- | ---------------------- | ----------------------------------------------------------------- | ----------------------------------------------------------------- | ----------------------------------------------------------------- | ----------------------------------------------------------------- | ----------------------------------------------------------------- | --------------------------------------------------------------- | --------------------------------------------------------------- |
| 1818                                         | 1      | 24. oktober 2021  | Sölden                 | Rettenbach (68.2%)                                                | VS 430                                                            | Marco Odermatt                                                    | Roland Leitinger                                                  | Žan Kranjec                                                       | [ 1 ]                                                           |                                                                 |
| 1819                                         | 2      | 14. november 2021 | Lech/Zürs              | Flexenarena (50%)                                                 | PVS 008                                                           | Christian Hirschbühl                                              | Dominik Raschner                                                  | Atle Lie McGrath                                                  | [ 2 ]                                                           |                                                                 |
|                                              |        | 26. november 2021 | Lake Louise            | Men's Olympic Downhill (53%)                                      | SM cnx                                                            | odpovedano zaradi močnega sneženja; prestavljeno v Beaver Creek   | odpovedano zaradi močnega sneženja; prestavljeno v Beaver Creek   | odpovedano zaradi močnega sneženja; prestavljeno v Beaver Creek   | odpovedano zaradi močnega sneženja; prestavljeno v Beaver Creek | odpovedano zaradi močnega sneženja; prestavljeno v Beaver Creek |
| 1820                                         | 3      | 27. november 2021 | Lake Louise            | Men's Olympic Downhill (53%)                                      | SM 504                                                            | Matthias Mayer                                                    | Vincent Kriechmayr                                                | Beat Feuz                                                         | [ 3 ]                                                           |                                                                 |
|                                              |        | 28. november 2021 | Lake Louise            | Men's Olympic Downhill (53%)                                      | SVS cnx                                                           | odpovedano zaradi močnega sneženja; prestavljeno v Bormio         | odpovedano zaradi močnega sneženja; prestavljeno v Bormio         | odpovedano zaradi močnega sneženja; prestavljeno v Bormio         | odpovedano zaradi močnega sneženja; prestavljeno v Bormio       | odpovedano zaradi močnega sneženja; prestavljeno v Bormio       |
| 1821                                         | 4      | 2. december 2021  | Beaver Creek           | Birds of Prey (68%)                                               | SVS 224                                                           | Marco Odermatt                                                    | Matthias Mayer                                                    | Broderick Thompson                                                | [ 4 ]                                                           |                                                                 |
| 1822                                         | 5      | 3. december 2021  | Beaver Creek           | Birds of Prey (68%)                                               | SVS 225                                                           | Aleksander Aamodt Kilde                                           | Marco Odermatt                                                    | Travis Ganong                                                     | [ 5 ]                                                           |                                                                 |
| 1823                                         | 6      | 4. december 2021  | Beaver Creek           | Birds of Prey (68%)                                               | SM 505                                                            | Aleksander Aamodt Kilde                                           | Matthias Mayer                                                    | Beat Feuz                                                         | [ 6 ]                                                           |                                                                 |
|                                              |        | 5. december 2021  | Beaver Creek           | Birds of Prey (68%)                                               | SM cnx                                                            | odpovedano zaradi močnega vetra; prestavljeno v Kvitfjell         | odpovedano zaradi močnega vetra; prestavljeno v Kvitfjell         | odpovedano zaradi močnega vetra; prestavljeno v Kvitfjell         | odpovedano zaradi močnega vetra; prestavljeno v Kvitfjell       | odpovedano zaradi močnega vetra; prestavljeno v Kvitfjell       |
| 1824                                         | 7      | 11. december 2021 | Val d'Isère            | La face de Bellevarde (71%)                                       | VS 431                                                            | Marco Odermatt                                                    | Alexis Pinturault                                                 | Manuel Feller                                                     | [ 7 ]                                                           |                                                                 |
| 1825                                         | 8      | 12. december 2021 | Val d'Isère            | La face de Bellevarde (71%)                                       | SL 509                                                            | Clément Noël                                                      | Kristoffer Jakobsen                                               | Filip Zubčić                                                      | [ 8 ]                                                           |                                                                 |
| 1826                                         | 9      | 17. december 2021 | Val Gardena/Gröden     | Saslong (56.9%)                                                   | SVS 226                                                           | Aleksander Aamodt Kilde                                           | Matthias Mayer                                                    | Vincent Kriechmayr                                                | [ 9 ]                                                           |                                                                 |
| 1827                                         | 10     | 18. december 2021 | Val Gardena/Gröden     | Saslong (56.9%)                                                   | SM 506                                                            | Bryce Bennett                                                     | Otmar Striedinger                                                 | Niels Hintermann                                                  | [ 10 ]                                                          |                                                                 |
| 1828                                         | 11     | 19. december 2021 | Alta Badia             | Gran Risa (69%)                                                   | VS 432                                                            | Henrik Kristoffersen                                              | Marco Odermatt                                                    | Manuel Feller                                                     | [ 11 ]                                                          |                                                                 |
| 1829                                         | 12     | 20. december 2021 | Alta Badia             | Gran Risa (69%)                                                   | VS 433                                                            | Marco Odermatt                                                    | Luca De Aliprandini                                               | Alexander Schmid                                                  | [ 12 ]                                                          |                                                                 |
| 1830                                         | 13     | 22. december 2021 | Madonna di Campiglio   | Canalone Miramonti (60%)                                          | SL 510                                                            | Sebastian Foss-Solevåg                                            | Alexis Pinturault                                                 | Kristoffer Jakobsen                                               | [ 13 ]                                                          |                                                                 |
| 1831                                         | 14     | 28. december 2021 | Bormio                 | Stelvio (63%)                                                     | SM 507                                                            | Dominik Paris                                                     | Marco Odermatt                                                    | Niels Hintermann                                                  | [ 14 ]                                                          |                                                                 |
| 1832                                         | 15     | 29. december 2021 | Bormio                 | Stelvio (63%)                                                     | SVS 227                                                           | Aleksander Aamodt Kilde                                           | Raphael Haaser                                                    | Vincent Kriechmayr                                                | [ 15 ]                                                          |                                                                 |
|                                              |        | 30. december 2021 | Bormio                 | Stelvio (63%)                                                     | SVS cnx                                                           | odpovedano zaradi toplega vremena; prestavljeno v Wengen          | odpovedano zaradi toplega vremena; prestavljeno v Wengen          | odpovedano zaradi toplega vremena; prestavljeno v Wengen          | odpovedano zaradi toplega vremena; prestavljeno v Wengen        | odpovedano zaradi toplega vremena; prestavljeno v Wengen        |
| 5. januar 2022                               | Zagreb | Crveni spust      | SL cnx                 | odpovedano zaradi toplega vremena; prestavljeno na 6. januar 2022 | odpovedano zaradi toplega vremena; prestavljeno na 6. januar 2022 | odpovedano zaradi toplega vremena; prestavljeno na 6. januar 2022 | odpovedano zaradi toplega vremena; prestavljeno na 6. januar 2022 | odpovedano zaradi toplega vremena; prestavljeno na 6. januar 2022 |                                                                 |                                                                 |
| 6. januar 2022                               | Zagreb | Crveni spust      | SL cnx                 | odpovedano zaradi toplega vremena; prestavljeno v Flachau         | odpovedano zaradi toplega vremena; prestavljeno v Flachau         | odpovedano zaradi toplega vremena; prestavljeno v Flachau         | odpovedano zaradi toplega vremena; prestavljeno v Flachau         | odpovedano zaradi toplega vremena; prestavljeno v Flachau         |                                                                 |                                                                 |
| 1833                                         | 16     | 8. januar 2022    | Adelboden              | Chuenisbärgli (60%)                                               | VS 434                                                            | Marco Odermatt                                                    | Manuel Feller                                                     | Alexis Pinturault                                                 | [ 16 ]                                                          |                                                                 |
| 1834                                         | 17     | 9. januar 2022    | Adelboden              | Chuenisbärgli (60%)                                               | SL 511                                                            | Johannes Strolz                                                   | Manuel Feller                                                     | Linus Straßer                                                     | [ 17 ]                                                          |                                                                 |
| 1835                                         | 18     | 13. januar 2022   | Wengen                 | Lauberhorn (90%)                                                  | SVS 228                                                           | Marco Odermatt                                                    | Aleksander Aamodt Kilde                                           | Matthias Mayer                                                    | [ 18 ]                                                          |                                                                 |
| 1836                                         | 19     | 14. januar 2022   | Wengen                 | Lauberhorn (90%)                                                  | SM 508                                                            | Aleksander Aamodt Kilde                                           | Marco Odermatt                                                    | Beat Feuz                                                         | [ 19 ]                                                          |                                                                 |
| 1837                                         | 20     | 15. januar 2022   | Wengen                 | Lauberhorn (90%)                                                  | SM 509                                                            | Vincent Kriechmayr                                                | Beat Feuz                                                         | Dominik Paris                                                     | [ 20 ]                                                          |                                                                 |
| 1838                                         | 21     | 16. januar 2022   | Wengen                 | Männlichen (72%)                                                  | SL 512                                                            | Lucas Braathen                                                    | Daniel Yule                                                       | Giuliano Razzoli                                                  | [ 21 ]                                                          |                                                                 |
| 1839                                         | 22     | 21. januar 2022   | Kitzbühel              | Streif (85%)                                                      | SM 510                                                            | Aleksander Aamodt Kilde                                           | Johan Clarey                                                      | Blaise Giezendanner                                               | [ 22 ]                                                          |                                                                 |
| 1840                                         | 23     | 22. januar 2022   | Kitzbühel              | Ganslern (70%)                                                    | SL 513                                                            | Dave Ryding                                                       | Lucas Braathen                                                    | Henrik Kristoffersen                                              | [ 23 ]                                                          |                                                                 |
| 1841                                         | 24     | 23. januar 2022   | Kitzbühel              | Streif (85%)                                                      | SM 511                                                            | Beat Feuz                                                         | Marco Odermatt                                                    | Daniel Hemetsberger                                               | [ 24 ]                                                          |                                                                 |
| 1842                                         | 25     | 25. januar 2022   | Schladming             | Planai (54%)                                                      | SL 514                                                            | Linus Straßer                                                     | Atle Lie McGrath                                                  | Manuel Feller                                                     | [ 25 ]                                                          |                                                                 |
| Zimske olimpijske igre 2022 (7.–16. februar) |        |                   |                        |                                                                   |                                                                   |                                                                   |                                                                   |                                                                   |                                                                 |                                                                 |
| 1843                                         | 26     | 26. februar 2022  | Garmisch-Partenkirchen | Gudiberg (58%)                                                    | SL 515                                                            | Henrik Kristoffersen                                              | Loïc Meillard                                                     | Manuel Feller                                                     | [ 26 ]                                                          |                                                                 |
| 1844                                         | 27     | 27. februar 2022  | Garmisch-Partenkirchen | Gudiberg (58%)                                                    | SL 516                                                            | Henrik Kristoffersen                                              | Dave Ryding                                                       | Linus Straßer                                                     | [ 27 ]                                                          |                                                                 |
| 1845                                         | 28     | 4. marec 2022     | Kvitfjell              | Olympiabakken                                                     | SM 512                                                            | Cameron Alexander Niels Hintermann                                |                                                                   | Matthias Mayer                                                    | [ 28 ]                                                          |                                                                 |
| 1846                                         | 29     | 5. marec 2022     | Kvitfjell              | Olympiabakken                                                     | SM 513                                                            | Dominik Paris                                                     | Aleksander Aamodt Kilde                                           | Beat Feuz Niels Hintermann                                        | [ 29 ]                                                          |                                                                 |
| 1847                                         | 30     | 6. marec 2022     | Kvitfjell              | Olympiabakken                                                     | SVS 229                                                           | Aleksander Aamodt Kilde                                           | James Crawford                                                    | Matthias Mayer                                                    | [ 30 ]                                                          |                                                                 |
| 1848                                         | 31     | 9. marec 2022     | Flachau                | H.-Maier-Weltcupstrecke (53%)                                     | SL 517                                                            | Atle Lie McGrath                                                  | Clément Noël                                                      | Daniel Yule                                                       | [ 31 ]                                                          |                                                                 |
| 1849                                         | 32     | 12. marec 2022    | Kranjska Gora          | Podkoren 3 (59%)                                                  | VS 435                                                            | Henrik Kristoffersen                                              | Lucas Braathen Marco Odermatt                                     |                                                                   | [ 32 ]                                                          |                                                                 |
| 1850                                         | 33     | 13. marec 2022    | Kranjska Gora          | Podkoren 3 (59%)                                                  | VS 436                                                            | Henrik Kristoffersen                                              | Stefan Brennsteiner                                               | Marco Odermatt                                                    | [ 33 ]                                                          |                                                                 |
| Finale svetovnega pokala                     |        |                   |                        |                                                                   |                                                                   |                                                                   |                                                                   |                                                                   |                                                                 |                                                                 |
| 1851                                         | 34     | 16. marec 2022    | Courchevel             | L'Éclipse                                                         | SM 514                                                            | Vincent Kriechmayr                                                | Marco Odermatt                                                    | Beat Feuz                                                         | [ 34 ]                                                          |                                                                 |
| 1852                                         | 35     | 17. marec 2022    | Courchevel             | L'Éclipse                                                         | SVS 230                                                           | Vincent Kriechmayr                                                | Marco Odermatt                                                    | Gino Caviezel                                                     | [ 35 ]                                                          |                                                                 |
| 1853                                         | 36     | 19. marec 2022    | Méribel                | Roc de Fer                                                        | VS 437                                                            | Marco Odermatt                                                    | Lucas Braathen                                                    | Loïc Meillard                                                     | [ 36 ]                                                          |                                                                 |
| 1854                                         | 37     | 20. marec 2022    | Méribel                | Roc de Fer                                                        | SL 518                                                            | Atle Lie McGrath                                                  | Henrik Kristoffersen                                              | Manuel Feller                                                     | [ 37 ]                                                          |                                                                 |

### Razvrstitve
| Uvr. | po 37 tekmah            | Točke |
| ---- | ----------------------- | ----- |
|      | Marco Odermatt          | 1639  |
| 2    | Aleksander Aamodt Kilde | 1172  |
| 3    | Henrik Kristoffersen    | 954   |
| 4    | Matthias Mayer          | 880   |
| 5    | Vincent Kriechmayr      | 840   |

| Uvr. | po 11 tekmah            | Točke |
| ---- | ----------------------- | ----- |
|      | Aleksander Aamodt Kilde | 620   |
| 2    | Beat Feuz               | 607   |
| 3    | Dominik Paris           | 522   |
| 4    | Marco Odermatt          | 517   |
| 5    | Matthias Mayer          | 508   |

| Uvr. | po 7 tekmah             | Točke |
| ---- | ----------------------- | ----- |
|      | Aleksander Aamodt Kilde | 530   |
| 2    | Marco Odermatt          | 402   |
| 3    | Vincent Kriechmayr      | 375   |
| 4    | Matthias Mayer          | 372   |
| 5    | James Crawford          | 226   |

| Uvr. | po 8 tekmah          | Točke |
| ---- | -------------------- | ----- |
|      | Marco Odermatt       | 720   |
| 2    | Henrik Kristoffersen | 453   |
| 3    | Manuel Feller        | 326   |
| 4    | Lucas Braathen       | 308   |
| 5    | Alexis Pinturault    | 300   |

| Uvr. | po 10 tekmah         | Točke |
| ---- | -------------------- | ----- |
|      | Henrik Kristoffersen | 451   |
| 2    | Manuel Feller        | 361   |
| 3    | Atle Lie McGrath     | 348   |
| 4    | Lucas Braathen       | 347   |
| 5    | Linus Straßer        | 307   |

| Rank | po 1 tekmi           | Točke |
| ---- | -------------------- | ----- |
| 1    | Christian Hirschbühl | 100   |
| 2    | Dominik Raschner     | 80    |
| 3    | Atle Lie McGrath     | 60    |
| 4    | Henrik Kristoffersen | 50    |
| 5    | Trevor Philp         | 45    |

## Ženske

### Koledar tekem
| Št.sk.                                       | Št.sz. | Datum             | Prizorišče             | Smučišče (%)                    | Št.     | Zmagovalka                                                                        | Druga                                                                             | Tretja                                                                            | Vir                                                                               |                                                                                   |
| -------------------------------------------- | ------ | ----------------- | ---------------------- | ------------------------------- | ------- | --------------------------------------------------------------------------------- | --------------------------------------------------------------------------------- | --------------------------------------------------------------------------------- | --------------------------------------------------------------------------------- | --------------------------------------------------------------------------------- |
| 1698                                         | 1      | 23. oktober 2021  | Sölden                 | Rettenbach (68.2%)              | VS 427  | Mikaela Shiffrin                                                                  | Lara Gut-Behrami                                                                  | Petra Vlhová                                                                      | [ 44 ]                                                                            |                                                                                   |
| 1699                                         | 2      | 13. november 2021 | Lech/Zürs              | Flexenarena (50%)               | PVS 003 | Andreja Slokar                                                                    | Thea Louise Stjernesund                                                           | Kristin Lysdahl                                                                   | [ 45 ]                                                                            |                                                                                   |
| 1700                                         | 3      | 20. november 2021 | Levi                   | Levi Black (52%)                | SL 479  | Petra Vlhová                                                                      | Mikaela Shiffrin                                                                  | Lena Dürr                                                                         | [ 46 ]                                                                            |                                                                                   |
| 1701                                         | 4      | 21. november 2021 | Levi                   | Levi Black (52%)                | SL 480  | Petra Vlhová                                                                      | Mikaela Shiffrin                                                                  | Lena Dürr                                                                         | [ 47 ]                                                                            |                                                                                   |
|                                              |        | 27. november 2021 | Killington             | Superstar                       | VS cnx  | odpovedano zaradi močnega vetra; prestavljeno v Courchevel                        | odpovedano zaradi močnega vetra; prestavljeno v Courchevel                        | odpovedano zaradi močnega vetra; prestavljeno v Courchevel                        | odpovedano zaradi močnega vetra; prestavljeno v Courchevel                        | odpovedano zaradi močnega vetra; prestavljeno v Courchevel                        |
| 1702                                         | 5      | 28. november 2021 | Killington             | Superstar                       | SL 481  | Mikaela Shiffrin                                                                  | Petra Vlhová                                                                      | Wendy Holdener                                                                    | [ 48 ]                                                                            |                                                                                   |
| 1703                                         | 6      | 3. december 2021  | Lake Louise            | Men's Olympic Downhill (53%)    | SM 425  | Sofia Goggia                                                                      | Breezy Johnson                                                                    | Mirjam Puchner                                                                    | [ 49 ]                                                                            |                                                                                   |
| 1704                                         | 7      | 4. december 2021  | Lake Louise            | Men's Olympic Downhill (53%)    | SM 426  | Sofia Goggia                                                                      | Breezy Johnson                                                                    | Corinne Suter                                                                     | [ 50 ]                                                                            |                                                                                   |
| 1705                                         | 8      | 5. december 2021  | Lake Louise            | Men's Olympic Downhill (53%)    | SVS 245 | Sofia Goggia                                                                      | Lara Gut-Behrami                                                                  | Mirjam Puchner                                                                    | [ 51 ]                                                                            |                                                                                   |
| 1706                                         | 9      | 11. december 2021 | St. Moritz             | Corviglia (61%)                 | SVS 246 | Lara Gut-Behrami                                                                  | Sofia Goggia                                                                      | Mikaela Shiffrin                                                                  | [ 52 ]                                                                            |                                                                                   |
| 1707                                         | 10     | 12. december 2021 | St. Moritz             | Corviglia (61%)                 | SVS 247 | Federica Brignone                                                                 | Elena Curtoni                                                                     | Mikaela Shiffrin                                                                  | [ 53 ]                                                                            |                                                                                   |
| 1708                                         | 11     | 18. december 2021 | Val d'Isère            | Piste Oreiller-Killy (52%)      | SM 427  | Sofia Goggia                                                                      | Breezy Johnson                                                                    | Mirjam Puchner                                                                    | [ 54 ]                                                                            |                                                                                   |
| 1709                                         | 12     | 19. december 2021 | Val d'Isère            | Piste Oreiller-Killy (52%)      | SVS 248 | Sofia Goggia                                                                      | Ragnhild Mowinckel                                                                | Elena Curtoni                                                                     | [ 55 ]                                                                            |                                                                                   |
| 1710                                         | 13     | 21. december 2021 | Courchevel             | Stade Émile-Allais (58.5%)      | VS 428  | Mikaela Shiffrin                                                                  | Sara Hector                                                                       | Michelle Gisin                                                                    | [ 56 ]                                                                            |                                                                                   |
| 1711                                         | 14     | 22. december 2021 | Courchevel             | Stade Émile-Allais (58.5%)      | VS 429  | Sara Hector                                                                       | Mikaela Shiffrin                                                                  | Marta Bassino                                                                     | [ 57 ]                                                                            |                                                                                   |
| 1712                                         | 15     | 28. december 2021 | Lienz                  | Schlossberg (47%)               | VS 430  | Tessa Worley                                                                      | Petra Vlhová                                                                      | Sara Hector                                                                       | [ 58 ]                                                                            |                                                                                   |
| 1713                                         | 16     | 29. december 2021 | Lienz                  | Schlossberg (47%)               | SL 482  | Petra Vlhová                                                                      | Katharina Liensberger                                                             | Michelle Gisin                                                                    | [ 59 ]                                                                            |                                                                                   |
| 1714                                         | 17     | 4. januar 2022    | Zagreb                 | Crveni spust                    | SL 483  | Petra Vlhová                                                                      | Mikaela Shiffrin                                                                  | Katharina Liensberger                                                             | [ 60 ]                                                                            |                                                                                   |
|                                              |        | 8. januar 2022    | Maribor                | Miranova proga A                | VS cnx  | odpovedano zaradi močnega vetra; prestavljeno v Kranjsko Goro                     | odpovedano zaradi močnega vetra; prestavljeno v Kranjsko Goro                     | odpovedano zaradi močnega vetra; prestavljeno v Kranjsko Goro                     | odpovedano zaradi močnega vetra; prestavljeno v Kranjsko Goro                     | odpovedano zaradi močnega vetra; prestavljeno v Kranjsko Goro                     |
| 9. januar 2022                               | SL cnx |                   | Maribor                | Miranova proga A                |         | odpovedano zaradi močnega vetra; prestavljeno v Kranjsko Goro                     | odpovedano zaradi močnega vetra; prestavljeno v Kranjsko Goro                     | odpovedano zaradi močnega vetra; prestavljeno v Kranjsko Goro                     | odpovedano zaradi močnega vetra; prestavljeno v Kranjsko Goro                     | odpovedano zaradi močnega vetra; prestavljeno v Kranjsko Goro                     |
| 1715                                         | 18     | 8. januar 2022    | Kranjska Gora          | Podkoren 3 (59%)                | VS 431  | Sara Hector                                                                       | Tessa Worley                                                                      | Marta Bassino                                                                     | [ 61 ]                                                                            |                                                                                   |
| 1716                                         | 19     | 9. januar 2022    | Kranjska Gora          | Podkoren 3 (59%)                | SL 484  | Petra Vlhová                                                                      | Wendy Holdener                                                                    | Anna Swenn-Larsson                                                                | [ 62 ]                                                                            |                                                                                   |
|                                              |        | 11. januar 2022   | Flachau                | H.-Maier-Weltcupstrecke (53%)   | SL cnx  | odpovedano zaradi velikega števila okuženih s Covid-19; prestavljeno v Schladming | odpovedano zaradi velikega števila okuženih s Covid-19; prestavljeno v Schladming | odpovedano zaradi velikega števila okuženih s Covid-19; prestavljeno v Schladming | odpovedano zaradi velikega števila okuženih s Covid-19; prestavljeno v Schladming | odpovedano zaradi velikega števila okuženih s Covid-19; prestavljeno v Schladming |
| 1717                                         | 20     | 11. januar 2022   | Schladming             | Planai (54%)                    | SL 485  | Mikaela Shiffrin                                                                  | Petra Vlhová                                                                      | Lena Dürr                                                                         | [ 63 ]                                                                            |                                                                                   |
| 1718                                         | 21     | 15. januar 2022   | Zauchensee             | Kälberloch (70%)                | SM 428  | Lara Gut-Behrami                                                                  | Kira Weidle                                                                       | Ramona Siebenhofer                                                                | [ 64 ]                                                                            |                                                                                   |
| 1719                                         | 22     | 16. januar 2022   | Zauchensee             | Kälberloch (70%)                | SVS 249 | Federica Brignone                                                                 | Corinne Suter                                                                     | Ariane Rädler                                                                     | [ 65 ]                                                                            |                                                                                   |
| 1720                                         | 23     | 22. januar 2022   | Cortina d'Ampezzo      | Olimpia delle Tofane (65%)      | SM 429  | Sofia Goggia                                                                      | Ramona Siebenhofer                                                                | Ester Ledecká                                                                     | [ 66 ]                                                                            |                                                                                   |
| 1721                                         | 24     | 23. januar 2022   | Cortina d'Ampezzo      | Olimpia delle Tofane (65%)      | SVS 250 | Elena Curtoni                                                                     | Tamara Tippler                                                                    | Michelle Gisin                                                                    | [ 67 ]                                                                            |                                                                                   |
| 1722                                         | 25     | 25. januar 2022   | Kronplatz              | Erta (61%)                      | VS 432  | Sara Hector                                                                       | Petra Vlhová                                                                      | Tessa Worley                                                                      | [ 68 ]                                                                            |                                                                                   |
| 1723                                         | 26     | 29. januar 2022   | Garmisch-Partenkirchen | Kandahar 1 (85%)                | SM 430  | Corinne Suter                                                                     | Jasmine Flury                                                                     | Cornelia Hütter                                                                   | [ 69 ]                                                                            |                                                                                   |
| 1724                                         | 27     | 30. januar 2022   | Garmisch-Partenkirchen | Kandahar 1 (85%)                | SVS 251 | Federica Brignone Cornelia Hütter                                                 |                                                                                   | Tamara Tippler                                                                    | [ 70 ]                                                                            |                                                                                   |
| Zimske olimpijske igre 2022 (7.–17. februar) |        |                   |                        |                                 |         |                                                                                   |                                                                                   |                                                                                   |                                                                                   |                                                                                   |
| 1725                                         | 28     | 26. februar 2022  | Crans-Montana          | Mont Lachaux                    | SM 431  | Ester Ledecká                                                                     | Ragnhild Mowinckel                                                                | Cornelia Hütter                                                                   | [ 71 ]                                                                            |                                                                                   |
| 1726                                         | 29     | 27. februar 2022  | Crans-Montana          | Mont Lachaux                    | SM 432  | Priska Nufer                                                                      | Ester Ledecká                                                                     | Sofia Goggia                                                                      | [ 72 ]                                                                            |                                                                                   |
| 1727                                         | 30     | 5. marec 2022     | Lenzerheide            | Silvano Beltrametti piste (65%) | SVS 252 | Romane Miradoli                                                                   | Mikaela Shiffrin                                                                  | Lara Gut-Behrami                                                                  | [ 73 ]                                                                            |                                                                                   |
| 1728                                         | 31     | 6. marec 2022     | Lenzerheide            | Silvano Beltrametti piste (65%) | VS 433  | Tessa Worley                                                                      | Federica Brignone                                                                 | Sara Hector                                                                       | [ 74 ]                                                                            |                                                                                   |
| 1729                                         | 32     | 11. marec 2022    | Åre                    | Olympia                         | VS 434  | Petra Vlhová                                                                      | Marta Bassino                                                                     | Mikaela Shiffrin                                                                  | [ 75 ]                                                                            |                                                                                   |
| 1730                                         | 33     | 12. marec 2022    | Åre                    | Olympia                         | SL 486  | Katharina Liensberger                                                             | Mina Fürst Holtmann                                                               | Michelle Gisin                                                                    | [ 76 ]                                                                            |                                                                                   |
| Finale svetovnega pokala                     |        |                   |                        |                                 |         |                                                                                   |                                                                                   |                                                                                   |                                                                                   |                                                                                   |
| 1731                                         | 34     | 16. marec 2022    | Courchevel             | L'Éclipse                       | SM 433  | Mikaela Shiffrin                                                                  | Christine Scheyer Joana Hählen                                                    |                                                                                   | [ 77 ]                                                                            |                                                                                   |
| 1732                                         | 35     | 17. marec 2022    | Courchevel             | L'Éclipse                       | SVS 253 | Ragnhild Mowinckel                                                                | Mikaela Shiffrin                                                                  | Michelle Gisin                                                                    | [ 78 ]                                                                            |                                                                                   |
| 1733                                         | 36     | 19. marec 2022    | Méribel                | Roc de Fer                      | SL 487  | Andreja Slokar                                                                    | Lena Dürr                                                                         | Petra Vlhová                                                                      | [ 79 ]                                                                            |                                                                                   |
| 1734                                         | 37     | 20. marec 2022    | Méribel                | Roc de Fer                      | VS 435  | Federica Brignone                                                                 | Marta Bassino                                                                     | Petra Vlhová                                                                      | [ 80 ]                                                                            |                                                                                   |

### Razvrstitve
| Uvr. | po 37 tekmah       | Točke |
| ---- | ------------------ | ----- |
|      | Mikaela Shiffrin   | 1493  |
| 2    | Petra Vlhová       | 1309  |
| 3    | Federica Brignone  | 1055  |
| 4    | Ragnhild Mowinckel | 880   |
| 5    | Michelle Gisin     | 874   |

| Uvr. | po 9 tekmah        | Točke |
| ---- | ------------------ | ----- |
|      | Sofia Goggia       | 504   |
| 2    | Corinne Suter      | 407   |
| 3    | Ester Ledecká      | 339   |
| 4    | Ramona Siebenhofer | 331   |
| 5    | Mirjam Puchner     | 296   |

| Uvr. | po 9 tekmah        | Točke |
| ---- | ------------------ | ----- |
|      | Federica Brignone  | 506   |
| 2    | Elena Curtoni      | 390   |
| 3    | Mikaela Shiffrin   | 380   |
| 4    | Ragnhild Mowinckel | 353   |
| 5    | Sofia Goggia       | 332   |

| Uvr. | po 9 tekmah      | Točke |
| ---- | ---------------- | ----- |
|      | Tessa Worley     | 567   |
| 2    | Sara Hector      | 540   |
| 3    | Mikaela Shiffrin | 507   |
| 4    | Petra Vlhová     | 491   |
| 5    | Marta Bassino    | 356   |

| Uvr. | po 9 tekmah           | Točke |
| ---- | --------------------- | ----- |
|      | Petra Vlhová          | 770   |
| 2    | Mikaela Shiffrin      | 501   |
| 3    | Lena Dürr             | 437   |
| 4    | Katharina Liensberger | 392   |
| 5    | Wendy Holdener        | 357   |

| Uvr. | po 1 tekmi              | Točke |
| ---- | ----------------------- | ----- |
| 1    | Andreja Slokar          | 100   |
| 2    | Thea Louise Stjernesund | 80    |
| 3    | Kristin Lysdahl         | 60    |
| 4    | Marta Bassino           | 50    |
| 5    | Sara Hector             | 45    |

## Mešane ekipne tekme
| Št.sk.                   | Št.sz. | Datum          | Prizorišče | Smučišče (%) | Št.     | Zmagovalci                                                             | Drugi | Tretji                                                               | Vir    |
| ------------------------ | ------ | -------------- | ---------- | ------------ | ------- | ---------------------------------------------------------------------- | --- | -------------------------------------------------------------------- | ------ |
| Finale svetovnega pokala |        |                |            |              |         |                                                                        | |                                                                      |        |
| 16                       | 1      | 18. marec 2022 | Méribel    | Roc de Fer   | PVS 013 | ŠvicaDelphine Darbellay Andrea Ellenberger Fadri Janutin Livio Simonet | AvstrijaStefan Brennsteiner · Patrick Feurstein · Fabio Gstrein* · Ricarda Haaser · Katharina Huber* · Katharina Truppe · | NemčijaLena Dürr · Fabian Gratz · Antonia Kermer · Julian Rauchfuß · | [ 87 ] |

*nadomestni smučarji

## Pokal narodov
| Uvr. | po 75 tekmah | Točke |
| ---- | ------------ | ----- |
|      | Avstrija     | 10667 |
| 2    | Švica        | 10410 |
| 3    | Italija      | 6511  |
| 4    | Norveška     | 6074  |
| 5    | Francija     | 4194  |

| Uvr. | po 38 tekmah | Točke |
| ---- | ------------ | ----- |
|      | Švica        | 5705  |
| 2    | Avstrija     | 5682  |
| 3    | Norveška     | 4228  |
| 4    | Italija      | 2600  |
| 5    | Francija     | 2251  |

| Uvr. | po 38 tekmah | Točke |
| ---- | ------------ | ----- |
|      | Avstrija     | 4985  |
| 2    | Švica        | 4705  |
| 3    | Italija      | 3911  |
| 4    | ZDA          | 2268  |
| 5    | Francija     | 1943  |